# 栗鹀
栗鹀（学名：Emberiza rutila）为鵐科鹀属的鸟类，一作銹鵐，又名栗鵐，俗名红金钟、紫背儿、大红袍。分布于西伯利亚、漫游至印度、台湾以及中国大陆的内蒙古、黑龙江、吉林、辽宁、河北、陕西、河南、山东、安徽、江苏、浙江、福建、江西、湖南、云南、广东等地，多见于喜栖于山麓或田间树上以及湖畔或沼泽地的柳林、灌丛或草甸也可见到。该物种的模式产地在蒙古。

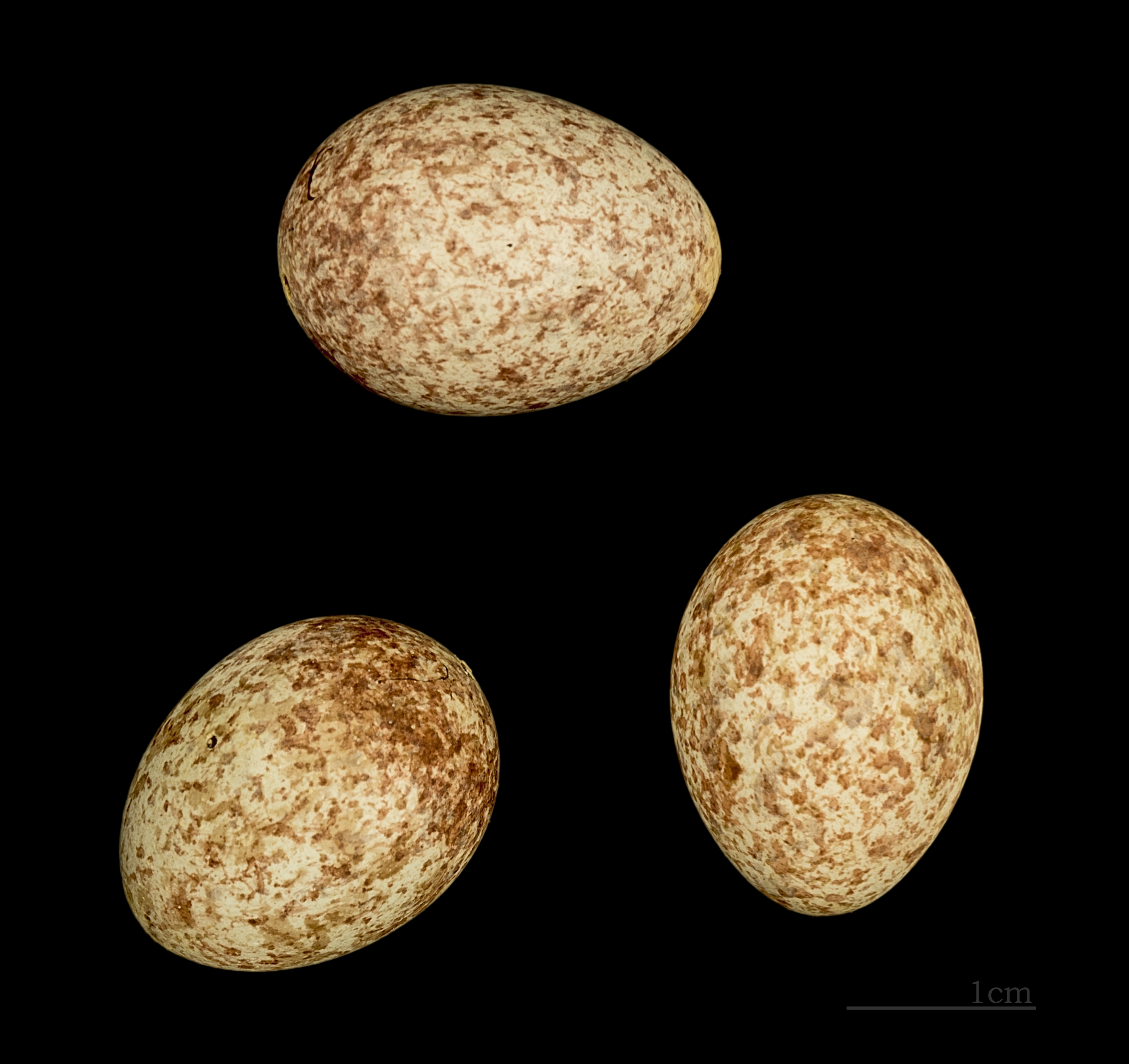
Emberiza rutila 土魯斯博物館

牠是一種體型相對較小的鵐，長度為14至15 厘米。尾巴相對較短，外側羽毛幾乎沒有白色或完全沒有白色。繁殖期的雄鳥上半身和頭部呈亮栗棕色，胸部和腹部為黃色，兩側有條紋。非繁殖期的雄鳥外觀相似，但顏色較暗淡，栗色部分被羽毛的淺邊緣遮蓋。雌鳥主要是暗棕色，背部帶有深色條紋，腹部則大多為淡黃色。尾部為暗栗色，喉部呈淺黃褐色。
牠的變化多端、音調高亢的 鳥鳴 通常來自於低矮樹枝上的棲息處。叫聲是一聲短促的 zick，類似 小鵐 的叫聲。
牠繁殖於 西伯利亞、蒙古北部及中國東北部。牠是長距離的 候鳥，在冬季遷徙至中國南部、東南亞及印度東北部。雖然在歐洲也有一些紀錄，但其中一些被認為是從籠中逃脫的鳥，而非真正的 迷鳥。繁殖季節時，牠棲息於有豐富地面覆蓋物及灌木叢的開放森林中。過冬及遷徙的鳥類則出現在農田、灌木叢和林地邊緣。」